# Танкова дивізія «Ютербог»
Танкова дивізія «Ютербог» (нім. Panzer-Division Jüterbog) — танкова дивізія вермахту, створена з частин, які навчалися на танкової базі під Ютербогом. Командиром був призначений генерал-лейтенант Дітріх фон Мюллер. Через кілька днів після формування дивізія «Ютербог» була включена до складу 16-ї танкової дивізії.

## Структура дивізії
- 1-й танковий гренадерський полк «Ютербог»
- 2-й танковий гренадерський полк «Ютербог»
- Танковий батальйон «Ютербог» (на базі батальйону САУ «Глініке»)
- Артилерійський полк «Ютербог»
  - 510-й артилерійський батальйон
- Розвідувальний батальйон «Ютербог»
- Батальйон САУ «Ютербог»
- 627-й навчально-резервний інженерний батальйон
- Батальйон ППО
- Батальйон зв'язку «Ютербог»
- Батальйон постачання